# Leandro Léo
Leandro Aparecido da Silva, mais conhecido como Leandro Léo (São Paulo, 17 de agosto de 1987), é um ator, cantor e compositor brasileiro. Um de seus notáveis trabalhos, foi a participação no Sítio do Picapau Amarelo, interpretando o Pesadelo, ajudante da Cuca.

## Carreira
O artista é imerso no universo da música e da arte desde os 5 anos de idade. Ainda criança começou a cantar, escrever e tocar violão por influência dos trabalhos que realizou e amigos que encontrou em sua jornada, sempre buscando aprender e se aprimorar, circulando por diversos sons, demonstrando uma vivência rica e intensa em pouco tempo.
Como ator, atuou em Rei Davi, minissérie transmitida pela Record (disponível na Netflix). Seu ultimo trabalho realizado nas artes cênicas foi o Dez Por Cento na minissérie “Justiça” de Manuela Dias, na Rede Globo.
Leandro Léo foi integrante do grupo infantil Tindolelê em 1994 (onde gravou dois LP's). Também gravou o CD Chiquititas em 1997. Foi indicado ao “Prêmio TIM De Música” pelo espetáculo “O Cavalinho Azul” de Maria Clara Machado com apenas 14 anos de idade. Fez diversos shows e apresentações em programas de auditórios como “Gente Inocente”, apresentado pelo ator Márcio Garcia, do Programa Raul Gil e Silvio Santos, somando 17 anos de experiência entre trabalhos com a Rede Globo e Rede Record.
Desde cedo Leandro também gravou trilhas importantes para o cinema e para TV, como a do filme Castelo Rá-Tim-Bum de André Abujamra e do seu próprio personagem Pesadelo em Sítio Pica-Pau-Amarelo. Cantou também na trilha sonora do filme Saltimbancos.
Neste período também integrou diversas produções de elenco, trabalhando com Tim Rescala, Cininha de Paula, Mira Haar, Cacá Mourthé, Cao Hamburger, Paulo Guelli, Marco Rodrigo, Zé Lavigne, Vanessa Dantas, Roberto Talma, Detto Costa, Suzana Salles, Silvia Pareja, Stella Freitas, dentre outros.
No Rio de Janeiro, onde ficou por aproximadamente 20 anos, Leandro conheceu Maria Gadú e celebrou uma bonita parceria quando a cantora o convidou para gravar a canção Laranja em seu primeiro disco “Dona Cila”. Logo depois os frutos da primeira turnê do disco levaram Leandro para o palco do Credicard Hall para a gravação do primeiro “DVD “Multishow Ao Vivo” da cantora, onde interpretou as canções “João de Barro”, "Linda Rosa", "A Culpa" e “Laranja. 
A sua participação na turnê se estendeu à viagens internacionais passando por Madri, no Festival Viva La Cancion, Nova York  no Joe’s Pub e em Portugal no Festival Sudoeste.
Ainda no Rio e após a turnê do DVD do Multishow, Leandro e Gadu selecionam juntos o repertório do primeiro álbum autoral do artista intitulado “Parto”, que tem a produção musical assinada pela amiga e pelo também amigo e músico Maycon Ananias. Essa produção contou com Diego Vivas no executivo e a realização é da Taregué com a L+F Produções, conduzida pelo empresário Luis Felipe Couto e distribuição pela Som Livre com a arte do encarte assinada por Luisa Corsini. 
O disco Parto está disponível em todas as plataformas digitais.
Atualmente Leandro caminha com seu segundo projeto autoral intitulado “Tudo A Seu Tempo”. 
Num cenário totalmente independente ele traz suas canções para São Paulo, onde se une ao amigo músico e produtor musical Bruno Werner para idealização e pré-produção das canções que serão lançadas em 2019 com seu próximo álbum autoral.
Um artista que através da música, visa motivar atitudes otimistas e proativas com uma visão poética sobre a realidade, valorizando o contato com a natureza e trazendo um gênero pop brasileiro emocionante.

## Filmografia

### Televisão
| Ano       | Título                   | Personagem                    | Nota                     |
| --------- | ------------------------ | ----------------------------- | ------------------------ |
| 2000–2001 | Gente Inocente           | Entrevistador                 | Quadro: Tá no Papo       |
| 2002–2005 | Sítio do Picapau Amarelo | Pesadelo                      | Temporadas 1–5           |
| 2005      | Levando a Vida           | Fuinha                        | Especial de final de ano |
| 2006      | Vidas Opostas            | Carlos Laranjeira (Carlinhos) |                          |
| 2009      | Poder Paralelo           | João Leme                     |                          |
| 2011      | Sansão e Dalila          | Cário                         |                          |
| 2012      | Rei Davi                 | Davi                          | [ 4 ]                    |
| 2012      | Balacobaco               | Ivaldo Batista (Vinagre)      | [ 5 ]                    |
| 2014      | Vitória                  | Ricardo (Ricardinho)          | [ 6 ]                    |
| 2016      | Justiça                  | Dez por Cento                 |                          |
| 2025      | Vale Tudo                | Paschoal                      |                          |

### Cinema
| Ano  | Título                      | Personagem |
| ---- | --------------------------- | ---------- |
| 1999 | Castelo Rá-Tim-Bum, o Filme | João       |

## Discografia
| Ano  | Álbum            | Detalhes                                               |
| ---- | ---------------- | ------------------------------------------------------ |
| 1994 | Grupo Tindolelê  | - Gravadora(s): Paulinas Comep - Formato(s): LP        |
| 1997 | Chiquititas      | - Gravadora(s): Sony Music - Formato(s): CD            |
| 2001 | O Cavalinho Azul | - Gravadora(s): Biscoito Fino - Formato(s): CD         |
| 2014 | Parto            | - Formatos: CD, download digita - Gravadora: Som Livre |

## Trilhas sonoras
1997 - "Disco Completo" em Chiquititas
1999 - "Amigos" e "Estranho não, Diferente" em Castelo Rá-Tim-Bum
2002 - "Salmo 6 e 23" em Rei Davi
2005 - "O Terrível Pesadelo" em Sítio do Pica-Pau-Amarelo
2017 - "Breu Total" em D. P. A. - Detetives do Prédio Azul: O Filme

## Outras Aparições
| Ano  | Canção             | Outro(s) artista(s) | Álbum             |
| ---- | ------------------ | ------------------- | ----------------- |
| 1999 | "Venha Comigo"     | MaraMaravilha       | Coração Iluminado |
| 2010 | "João de Barro"    | Maria Gadú          | Multishow Ao Vivo |
| 2010 | "Linda Rosa"       | Maria Gadú          | Multishow Ao Vivo |
| 2010 | "Quando fui Chuva" | Maria Gadú          | Multishow Ao Vivo |
| 2010 | "A Culpa"          | Maria Gadú          | Multishow Ao Vivo |
| 2010 | "Laranja"          | Maria Gadú          | Multishow Ao Vivo |
| 2013 | "Felicidade"       | Maria Gadu          | Nós               |

## Teatro
| Ano  | Título               | Personagem       |
| ---- | -------------------- | ---------------- |
| 1998 | "Castelo Ra-tim-bum" | Zequinha         |
| 2001 | "O Cavalinho Azul"   | Menino Vicente   |
| 2006 | "Turma do Pererê"    | Indio Tininin    |
| 2009 | "Verdade Verdadeira" | Mendigo Violeiro |

## Cursos
- Márcio Libar - Palhaçaria
- Daniel Hertz - Artes Cênicas Laura Alvim
- O Tablado - Cacá Morthé/Melvin/Lincon Vargas/Sura
- CN Artes - Curso Musical - André Gabé/Luis Carlos Tourinho/Caio Nunes
- Antonio Amancio - Artes Cênicas para vídeo - Romulo Amancio/Daniel
- Preparação Vocal - Leila Mendes/Suzana Salles
- Aula de Corpo - Marcia Rubi
- Dança de Salão - Raquel Nunes
- Universidade Livre de Música - violão clássico (teoria e canto)
- Couth - Silvia Pareja
- Circo/Le Parcour